# Kubok SSSR 1966-1967
La Kubok SSSR 1966-1967 fu la 26ª edizione del trofeo. Vide la vittoria finale della Dinamo Mosca, giunto al suo terzo titolo.

## Formula
Dopo l'edizione di transizione precedente, in questa edizione parteciparono tutte le squadre iscritte al campionato sovietico 1966; in particolare alla fase preliminare (che cominciò quando ancora la stagione precedente era in corso) presero parte tutte e sole le formazioni militanti nella Klass B 1966, divise in nove diverse zone in base ai gironi del campionato.
Le squadre della Vtoraja Gruppa A 1967 entrarono in scena nella fase finale, quelle della Pervaja Gruppa A 1967 entrarono in gioco direttamente nel quarto turno. Come nella precedente edizione, dato che la fase finale cominciò nel 1967, alcune squadre di Klass B, nel frattempo eliminate, furono riammesse in quanto nel frattempo promosse: Meshakhte Tkibuli, Lokomotiv Kaluga, Spartak Ordžonikidze ed Avangard Zheltye Vody.
In tutti i turni, sia nella fase preliminare che in quella finale, la formula fu quella classica dei turni ad eliminazione diretta, con gare di sola andata e tempi supplementari, ma non si effettuavano i tiri di rigore: in caso di parità si ricorreva al replay, disputato il giorno seguente sul medesimo terreno di gioco; la finale, come da tradizione, fu disputata a Mosca allo Stadio Centrale Lenin.

## Fase preliminare

### Zona Russia 1

#### Sedicesimi di finale
La partita fu disputata il 24 aprile 1966.
| Squadra 1    | Risultato | Squadra 2       |
| ------------ | --------- | --------------- |
| Spartak Orël | 1 – 2     | Spartak Mogilev |

#### Ottavi di finale
Le partite furono disputate tra il 27 aprile 1966.
| Squadra 1         | Risultato   | Squadra 2           |
| ----------------- | ----------- | ------------------- |
| Zvezda Serpuchov  | 4 – 0       | Dvina Vicebsk       |
| Znamja Truda      | 3 – 1       | Zveynieks Liepāja   |
| Spartak Rjazan'   | 1 – 2       | Iskra Smolensk      |
| Spartak Brest     | 0 – 1       | Lokomotiv Kaluga    |
| Nëman             | 0 – 1 (dts) | Metallurg Tula      |
| Granitas Klaipėda | 2 – 0       | Chimik Novomoskovsk |
| Avangard Kolomna  | 1 – 0       | Znamja Noginsk      |
| Dinamo Brjansk    | 1 – 0       | Spartak Mogilev     |

#### Quarti di finale
Le partite furono disputate tra il 26 luglio e il 9 agosto 1966.
| Squadra 1        | Risultato | Squadra 2         |
| ---------------- | --------- | ----------------- |
| Znamja Truda     | 2 – 1     | Iskra Smolensk    |
| Lokomotiv Kaluga | 1 – 0     | Dinamo Brjansk    |
| Avangard Kolomna | 1 – 0     | Zvezda Serpuchov  |
| Metallurg Tula   | 2 – 0     | Granitas Klaipėda |

#### Semifinali
Le partite furono disputate tra il 27 agosto e il 30 settembre 1966.
| Squadra 1        | Risultato | Squadra 2        |
| ---------------- | --------- | ---------------- |
| Lokomotiv Kaluga | 4 – 0     | Metallurg Tula   |
| Znamja Truda     | 3 – 1     | Avangard Kolomna |

#### Finale
L'incontro fu disputato il 5 ottobre 1966.
| Squadra 1        | Risultato | Squadra 2    |
| ---------------- | --------- | ------------ |
| Lokomotiv Kaluga | 0 – 2     | Znamja Truda |

### Zona Russia 2

#### Sedicesimi di finale
L'incontro fu disputato il 24 aprile 1966.
| Squadra 1        | Risultato   | Squadra 2      |
| ---------------- | ----------- | -------------- |
| Kovrovets Kovrov | 1 – 0 (dts) | Dinamo Vologda |

#### Ottavi di finale
Le partite furono disputate tra il 27 e il 29 aprile 1966.
| Squadra 1         | Risultato | Squadra 2               |
| ----------------- | --------- | ----------------------- |
| Spartak Saransk   | 2 – 4     | Sever Murmansk          |
| Torpedo Vladimir  | 1 – 0     | Metallurg Čerepovec     |
| Torpedo Podolsk   | 0 – 1     | Saturn Rybinsk          |
| Tekmaš Kostroma   | 1 – 0     | Torpedo Ljubercy        |
| Chimik Dzeržinsk  | 1 – 2     | Metallurg Lipeck        |
| Velozavodec Penza | 0 – 3     | Onežec Petrozavodsk     |
| Volga Ul'janovsk  | 2 – 1     | Avtomobilist Leningrado |
| Torpedo Pavlovo   | 1 – 0     | Kovrovets Kovrov        |

#### Quarti di finale
Le partite furono disputate 15 maggio e il 27 luglio 1966.
| Squadra 1        | Risultato | Squadra 2           |
| ---------------- | --------- | ------------------- |
| Metallurg Lipeck | 0 – 1     | Torpedo Vladimir    |
| Sever Murmansk   | 1 – 2     | Onežec Petrozavodsk |
| Saturn Rybinsk   | 2 – 1     | Tekmaš Kostroma     |
| Volga Ul'janovsk | 3 – 0     | Torpedo Pavlovo     |

#### Semifinali
Le partite furono disputate tra il 27 agosto 1966.
| Squadra 1           | Risultato | Squadra 2        |
| ------------------- | --------- | ---------------- |
| Saturn Rybinsk      | 3 – 0     | Volga Ul'janovsk |
| Onežec Petrozavodsk | 1 – 0     | Torpedo Vladimir |

#### Finale
La partita fu disputata il 14 settembre 1966.
| Squadra 1           | Risultato | Squadra 2      |
| ------------------- | --------- | -------------- |
| Onežec Petrozavodsk | 2 – 0     | Saturn Rybinsk |

### Zona Russia 3

#### Sedicesimi di finale
Le partite furono disputate il 24 aprile 1966.
| Squadra 1                | Risultato | Squadra 2       |
| ------------------------ | --------- | --------------- |
| Tekstilshchik Mingechaur | 0 – 1     | Trud Togliatti  |
| Spartak Belgorod         | 1 – 2     | Chimik Balakovo |

#### Ottavi di finale
Le partite furono disputate tra il 24 e il 28 aprile 1966.
| Squadra 1                    | Risultato | Squadra 2              |
| ---------------------------- | --------- | ---------------------- |
| Torpedo Taganrog             | 0 – 1     | Energija Volžskij      |
| Torpedo Armavir              | 2 – 0     | Tyazhmash Syzran       |
| Volgar' Astrachan'           | 6 – 1     | Energiya Novocherkassk |
| Progress Kamensk-Shakhtinsky | 5 – 1     | Chimik Balakovo        |
| Kalitva Belaya Kalitva       | 1 – 0     | Trud Kursk             |
| Lokomotiv Baku               | 1 – 0     | Trud Togliatti         |
| Šachtër Šachty               | 3 – 2     | Spartak Tambov         |
| Polad                        | 3 – 0     | Metallurg Kuybyshev    |

#### Quarti di finale
Le partite furono disputate tra il 21 giugno e il 13 luglio 1966.
| Squadra 1                    | Risultato | Squadra 2              |
| ---------------------------- | --------- | ---------------------- |
| Progress Kamensk-Shakhtinsky | 1 – 0     | Kalitva Belaya Kalitva |
| Volgar' Astrachan'           | 2 – 1     | Torpedo Armavir        |
| Šachtër Šachty               | 1 – 0     | Energija Volžskij      |
| Polad                        | 3 – 0     | Lokomotiv Baku         |

#### Semifinali
Le partite furono disputate il 26 luglio e il 7 settembre 1966.
| Squadra 1          | Risultato   | Squadra 2                    |
| ------------------ | ----------- | ---------------------------- |
| Volgar' Astrachan' | 1 – 0       | Polad                        |
| Šachtër Šachty     | 3 – 2 (dts) | Progress Kamensk-Shakhtinsky |

#### Finale
La partita fu disputata il 20 ottobre 1966.
| Squadra 1          | Risultato | Squadra 2      |
| ------------------ | --------- | -------------- |
| Volgar' Astrachan' | 1 – 2     | Šachtër Šachty |

### Zona Russia 4

#### Sedicesimi di finale
Le partite furono disputate il 19 aprile 1966.
| Squadra 1         | Risultato | Squadra 2        |
| ----------------- | --------- | ---------------- |
| Sevan Oktemberyan | 2 – 0     | Araks Yerevan    |
| Lori Kirovakan    | 1 – 0     | Lernagorts Kafan |
| Meshakhte Tkibuli | 3 – 0     | Dila Gori        |

#### Ottavi di finale
Le partite furono disputate il 23 e il 24 aprile 1966.
| Squadra 1           | Risultato   | Squadra 2                  |
| ------------------- | ----------- | -------------------------- |
| Dinamo Machačkala   | 5 – 1       | Urozhay Derbent            |
| Dinamo Sukhumi      | 6 – 0       | Metallurg Rustavi          |
| Inguri Zugdidi      | 4 – 1       | K'olkheti-1913 Poti        |
| Cement Novorossijsk | 3 – 1       | Mašinostroitel' Pjatigorsk |
| Urozhay Krymsk      | 1 – 0       | Spartak Ordžonikidze       |
| Urožaj Majkop       | 7 – 1       | Uralan                     |
| Lori Kirovakan      | 3 – 1 (dts) | Sevan Oktemberyan          |
| Alazani Gurdzhaani  | -           | Meshakhte Tkibuli          |

#### Quarti di finale
Le partite furono disputate tra il 12 maggio e il 26 luglio 1966.
| Squadra 1           | Risultato   | Squadra 2          |
| ------------------- | ----------- | ------------------ |
| Cement Novorossijsk | 4 – 1       | Urozhay Krymsk     |
| Inguri Zugdidi      | 2 – 0       | Alazani Gurdzhaani |
| Dinamo Sukhumi      | 2 – 1 (dts) | Lori Kirovakan     |
| Dinamo Machačkala   | 2 – 1       | Urožaj Majkop      |

#### Semifinali
Le partite furono disputate il 5 agosto 1966.
| Squadra 1         | Risultato | Squadra 2           |
| ----------------- | --------- | ------------------- |
| Dinamo Machačkala | 2 – 1     | Dinamo Sukhumi      |
| Inguri Zugdidi    | 1 – 2     | Cement Novorossijsk |

#### Finale
La partita fu disputata il 20 settembre 1966.
| Squadra 1           | Risultato | Squadra 2         |
| ------------------- | --------- | ----------------- |
| Cement Novorossijsk | 4 – 3     | Dinamo Machačkala |

### Zona Russia 5

#### Sedicesimi di finale
La partita fu disputata il 24 aprile 1966.
| Squadra 1           | Risultato | Squadra 2    |
| ------------------- | --------- | ------------ |
| Kauchuk Sterlitamak | 1 – 0     | Dinamo Kirov |

#### Ottavi di finale
Le partite furono disputate il 27 e il 28 aprile 1966.
| Squadra 1              | Risultato   | Squadra 2           |
| ---------------------- | ----------- | ------------------- |
| Metallurg Zlatoust     | [ 4 ]       | Zenit Iževsk        |
| Metallurg Magnitogorsk | 2 – 4 (dts) | Khimik Berezniki    |
| Uralec-TS Nižnij Tagil | 1 – 0       | Torpedo Miass       |
| Neftyanik Bugulma      | 1 – 0 (dts) | Spartak Joškar-Ola  |
| Lokomotiv Orenburg     | 3 – 1       | Strela Sverdlovsk   |
| Ėnergija Čeboksary     | 3 – 0       | Neftyanik Tjumen'   |
| Chaika Zelyonodolsk    | 3 – 2       | Trud Kurgan         |
| Khimik Salavat         | 1 – 0       | Kauchuk Sterlitamak |

#### Quarti di finale
Le partite furono disputate tra il 21 giugno e il 26 luglio 1966.
| Squadra 1              | Risultato   | Squadra 2          |
| ---------------------- | ----------- | ------------------ |
| Metallurg Zlatoust     | 3 – 1       | Khimik Salavat     |
| Chaika Zelyonodolsk    | 3 – 1       | Ėnergija Čeboksary |
| Uralec-TS Nižnij Tagil | 7 – 0       | Khimik Berezniki   |
| Lokomotiv Orenburg     | 1 – 2 (dts) | Neftyanik Bugulma  |

#### Semifinali
Le partite furono disputate il 28 luglio e il 6 settembre 1966.
| Squadra 1              | Risultato | Squadra 2          |
| ---------------------- | --------- | ------------------ |
| Uralec-TS Nižnij Tagil | 1 – 0     | Metallurg Zlatoust |
| Chaika Zelyonodolsk    | [ 5 ]     | Neftyanik Bugulma  |

#### Finale
La partita fu disputata il 7 ottobre 1966.
| Squadra 1              | Risultato | Squadra 2           |
| ---------------------- | --------- | ------------------- |
| Uralec-TS Nižnij Tagil | 0 – 1     | Chaika Zelyonodolsk |

### Zona Russia 6

#### Sedicesimi di finale
La partita fu disputata il 24 aprile 1966.
| Squadra 1               | Risultato | Squadra 2            |
| ----------------------- | --------- | -------------------- |
| Cementnik Semipalatinsk | 2 – 1     | Shakhtyor Kiselyovsk |

#### Ottavi di finale
Le partite furono disputate tra il 25 e il 28 aprile 1966.
| Squadra 1             | Risultato   | Squadra 2               |
| --------------------- | ----------- | ----------------------- |
| Selenga               | 1 – 0       | Okean Vladivostok       |
| Šachtër Prokop'evsk   | 1 – 0 (dts) | Torpedo Rubcovsk        |
| Lokomotiv Krasnojarsk | 3 – 1       | Metallurg Novokuzneck   |
| Ertis                 | 2 – 1       | Cementnik Semipalatinsk |
| Avangard K.N.A.       | 1 – 0       | Zabaikalets Chita       |
| Angara Irkutsk        | 2 – 0       | Progress Biysk          |
| Rybak Nakhodka        | 3 – 1       | Amur Blagoveščensk      |

#### Quarti di finale
Le partite furono disputate tra l'11 giugno e il 13 agosto 1966.
| Squadra 1           | Risultato | Squadra 2             |
| ------------------- | --------- | --------------------- |
| Šachtër Prokop'evsk | 1 – 2     | Ertis                 |
| Start Angarsk       | 0 – 2     | Lokomotiv Krasnojarsk |
| Selenga             | 3 – 1     | Rybak Nakhodka        |
| Avangard K.N.A.     | 3 – 0     | Angara Irkutsk        |

#### Semifinali
Le partite furono disputate tra il 21 giugno e il 26 luglio 1966.
| Squadra 1 | Risultato   | Squadra 2             |
| --------- | ----------- | --------------------- |
| Ertis     | 2 – 1 (dts) | Lokomotiv Krasnojarsk |
| Selenga   | 1 – 0       | Avangard K.N.A.       |

#### Finale
La partita fu disputata il 30 settembre, la ripetizione il 1º ottobre 1966.
| Squadra 1 | Risultato | Squadra 2 |
| --------- | --------- | --------- |
| Selenga   | 1 – 0     | Ertis     |

### Zona Ucraina I

#### Sedicesimi di finale
Le partite furono disputate tra il 18 maggio 1966.
| Squadra 1            | Risultato   | Squadra 2           |
| -------------------- | ----------- | ------------------- |
| Spartak Melitopol    | 2 – 0       | SKChF Sebastopoli   |
| Šachtër Oleksandrija | 3 – 1       | Trubnik Nikopol     |
| Kolos Poltava        | 1 – 2 (dts) | Kryvbas             |
| Dunayets Izmail      | 4 – 3 (dts) | Avtomobilist Odessa |

#### Ottavi di finale
Le partite furono disputate tra il 7 aprile e l'8 giugno 1966.
| Squadra 1           | Risultato   | Squadra 2             |
| ------------------- | ----------- | --------------------- |
| Start Dzerzhinsk    | 2 – 0       | Lokomotiv Donetsk     |
| Šachtar Kadiïvka    | 2 – 3       | Kommunarec Kommunarsk |
| Kryvbas             | 2 – 0       | Šachtër Oleksandrija  |
| Dunayets Izmail     | 2 – 0       | Spartak Melitopol     |
| Desna Černihiv      | 0 – 1       | Polіssja Žytomyr      |
| Volyn Lutsk         | 1 – 2       | Kolchoznik Rivne      |
| Neftyanik Drogobych | 3 – 1       | Dynamo Chmel'nyc'kyj  |
| Avangard Makeevka   | 1 – 3 (dts) | Avanhard Kramators'k  |

#### Quarti di finale
Le partite furono disputate tra il 13 luglio 1966.
| Squadra 1             | Risultato | Squadra 2           |
| --------------------- | --------- | ------------------- |
| Polіssja Žytomyr      | 2 – 1     | Dunayets Izmail     |
| Kommunarec Kommunarsk | 2 – 1     | Start Dzerzhinsk    |
| Kolchoznik Rivne      | 3 – 1     | Neftyanik Drogobych |
| Avanhard Kramators'k  | 3 – 2     | Kryvbas             |

#### Semifinali
Le partite furono disputate il 24 luglio 1966.
| Squadra 1             | Risultato | Squadra 2            |
| --------------------- | --------- | -------------------- |
| Kommunarec Kommunarsk | 4 – 3     | Avanhard Kramators'k |
| Polіssja Žytomyr      | 2 – 0     | Kolchoznik Rivne     |

#### Finale
La partita fu disputata il 1º agosto 1966.
| Squadra 1        | Risultato | Squadra 2             |
| ---------------- | --------- | --------------------- |
| Polіssja Žytomyr | 2 – 0     | Kommunarec Kommunarsk |

### Zona Ucraina II

#### Sedicesimi di finale
Le partite furono disputate tra il 18 maggio 1966.
| Squadra 1            | Risultato   | Squadra 2             |
| -------------------- | ----------- | --------------------- |
| Kolchoznik Čerkasy   | 0 – 1       | Dnepr Kremenčuk       |
| Khimik Severodonetsk | 2 – 3 (dts) | Shakhtyor Krasny Luch |
| Torpedo Berdyansk    | 0 – 3       | Azovec' Ždanov        |
| Lokomotiv Cherson    | 1 – 2       | Avangard Zheltye Vody |

#### Ottavi di finale
Le partite furono disputate il 7 e l'8 giugno 1966.
| Squadra 1                   | Risultato   | Squadra 2             |
| --------------------------- | ----------- | --------------------- |
| Shakhtyor Torez             | 2 – 1       | Shakhtyor Yenakievo   |
| Chaika Sebastopoli          | 4 – 1 (dts) | Avangard Kerč         |
| Dneprovets Dneprodzerzhinsk | 1 – 0       | Šachtar Horlivka      |
| Azovec' Ždanov              | 0 – 2       | Avangard Zheltye Vody |
| Spartak Sumy                | 1 – 0       | Torpedo Kharkov       |
| Dnepr Kremenčuk             | 3 – 1       | Shakhtyor Krasny Luch |
| Avangard Ternopol           | 0 – 1       | Verchovina Užhorod    |
| Spartak Ivano-Frankivs'k    | 2 – 1       | Bukovyna Černivci     |

#### Quarti di finale
Le partite furono disputate tra il 13 e il 21 luglio 1966.
| Squadra 1             | Risultato | Squadra 2                   |
| --------------------- | --------- | --------------------------- |
| Dnepr Kremenčuk       | 3 – 2     | Shakhtyor Torez             |
| Avangard Zheltye Vody | 4 – 0     | Spartak Sumy                |
| Chaika Sebastopoli    | 3 – 1     | Dneprovets Dneprodzerzhinsk |
| Verchovina Užhorod    | 5 – 2     | Spartak Ivano-Frankivs'k    |

#### Semifinali
Le partite furono disputate il 7 agosto e il 9 ottobre 1966.
| Squadra 1             | Risultato | Squadra 2          |
| --------------------- | --------- | ------------------ |
| Chaika Sebastopoli    | 0 – 1     | Dnepr Kremenčuk    |
| Avangard Zheltye Vody | 1 – 0     | Verchovina Užhorod |

#### Finale
La partita fu disputata tra il 19 ottobre 1966.
| Squadra 1       | Risultato | Squadra 2             |
| --------------- | --------- | --------------------- |
| Dnepr Kremenčuk | 2 – 1     | Avangard Zheltye Vody |

### Zona dell'Asia Centrale e del Kazakistan

#### Sedicesimi di finale
Le partite furono disputate il 4 marzo 1967.
| Squadra 1           | Risultato | Squadra 2       |
| ------------------- | --------- | --------------- |
| Pakhtaaral Syrdarya | 0 – 1     | Khimik Chirchik |
| Zakhmet Chardzhou   | 3 – 1     | Fakel Bukhara   |

#### Ottavi di finale
Le partite furono disputate tra l'11 e il 14 marzo 1967.
| Squadra 1         | Risultato | Squadra 2            |
| ----------------- | --------- | -------------------- |
| Voskhod Dzhambul  | 0 – 3     | Vahsh Nurek          |
| Metallurg Şımkent | 1 – 2     | Metallurg Temirtau   |
| Alay Osh          | 3 – 2     | Paxtakor Kurgan-Tube |
| Akkurgan Tashkent | 1 – 2     | Spartak Andijon      |
| ADK Alma-Ata      | 1 – 2     | Sverdlovets Tashkent |
| Metallurg Almalyk | 2 – 0     | Zakhmet Chardzhou    |
| Khimik Chirchik   | 2 – 0     | Zarafshan Navoi      |
| Dinamo Celinograd | 1 – 0     | Sogdiana Samarcanda  |

#### Quarti di finale
Le partite furono disputate tra il 18 e il 20 marzo 1967.
| Squadra 1          | Risultato   | Squadra 2            |
| ------------------ | ----------- | -------------------- |
| Metallurg Temirtau | 2 – 1       | Sverdlovets Tashkent |
| Vahsh Nurek        | 3 – 1       | Khimik Chirchik}     |
| Spartak Andijon    | 2 – 0 (dts) | Alay Osh             |
| Metallurg Almalyk  | 0 – 1 (dts) | Dinamo Celinograd    |

#### Semifinali
Le partite furono disputate tra il 26 marzo 1967.
| Squadra 1       | Risultato   | Squadra 2          |
| --------------- | ----------- | ------------------ |
| Spartak Andijon | 3 – 2 (dts) | Dinamo Celinograd  |
| Vahsh Nurek     | 0 – 2       | Metallurg Temirtau |

#### Finale
La partita fu disputata il 1º aprile 1967, la ripetizione il giorno seguente.
| Squadra 1       | Risultato | Squadra 2          |
| --------------- | --------- | ------------------ |
| Spartak Andijon | 1 – 0     | Metallurg Temirtau |

## Fase finale

### Primo turno
Le partite furono disputate il 9 e il 10 aprile 1967.
| Squadra 1            | Risultato   | Squadra 2               |
| -------------------- | ----------- | ----------------------- |
| Šinnik               | -           | Energetik Dušanbe       |
| Šachtër Šachty       | -           | Stroitel' Aşgabat       |
| Luč Vladivostok      | -           | Metalurh Zaporižžja     |
| Dnepr Kremenčuk      | -           | Rostsel'maš             |
| Baltika              | -           | SKA Novosibirsk         |
| Terek Groznyj        | 2 – 1 (dts) | SKA Leopoli             |
| Spartak Nal'čik      | 2 – 1 (dts) | Neftyanik Fergana       |
| Zvezda Kirovohrad    | 2 – 1 (dts) | SKA Odessa              |
| Znamja Truda         | 0 – 1       | Spartak Homel'          |
| Trud Voronež         | 1 – 0       | SKA Kiev                |
| Tavrija              | 3 – 0       | Kuban'                  |
| Metalist             | 1 – 0       | Spartak Andijon         |
| Avtomobilist Žytomyr | 2 – 0       | Vostok Ust'-Kamenogorsk |
| Uralmaš              | 1 – 0       | Žalgiris                |

### Secondo turno
Le partite furono disputate tra il 26 marzo e il 21 aprile 1967.
| Squadra 1            | Risultato   | Squadra 2              |
| -------------------- | ----------- | ---------------------- |
| Zvezda Kirovohrad    | -           | Luč Vladivostok        |
| Selenga              | -           | Meshakhte Tkibuli      |
| Moldova Chișinău     | -           | Irtyš Omsk             |
| Lokomotiv Čeljabinsk | -           | Avangard Zheltye Vody  |
| Dinamo Kirovobad     | 2 – 0       | Torpedo Tomsk          |
| Šinnik               | 0 – 1       | Tavrija                |
| Zvezda Perm'         | -           | Lokomotiv Tbilisi      |
| Cement Novorossijsk  | 2 – 1 (dts) | Shahter Qaraǵandy      |
| Traktor Volgograd    | 3 – 2       | Dinamo Leningrado      |
| Temp Barnaul         | 3 – 1       | Dinamo Batumi          |
| Stroitel' Ufa        | 1 – 2       | Volga Kalinin          |
| Spartak Petrozavodsk | 1 – 2       | Lokomotyv Vinnycja     |
| Sokol Saratov        | 4 – 0       | Spartak Ordžonikidze   |
| Rubin                | 2 – 1       | Lokomotiv Kaluga       |
| Pamir Leninabad      | 2 – 0       | Dnepr                  |
| Metalist             | 0 – 1       | Terek Groznyj          |
| Kuzbass Kemerovo     | 2 – 1       | Politotdel             |
| Dünamo Tallinn       | -           | Širak Leninakan        |
| Dinamo Stavropol'    | 0 – 2       | Sudostroitel' Mykolaïv |
| Dnepr Kremenčuk      | 2 – 0       | Volga Gor'kij          |
| Avtomobilist Žytomyr | 4 – 1       | Baltika                |
| Tekstilščik Ivanovo  | 0 – 1       | Karpaty                |
| Spartak Nal'čik      | 1 – 0       | Uralmaš                |
| Šachtër Šachty       | 0 – 2       | Trud Voronež           |
| Chaika Zelenodolsk   | 1 – 0 (dts) | Daugava Rīga           |
| Spartak Homel'       | 1 – 0       | SKA-Chabarovsk         |

### Terzo turno
Le partite furono disputate tra l'11 maggio, le ripetizioni il 12 maggio 1967.
| Squadra 1              | Risultato   | Squadra 2            |
| ---------------------- | ----------- | -------------------- |
| Sudostroitel' Mykolaïv | 0 – 1       | Kuzbass Kemerovo     |
| Dnepr Kremenčuk        | 2 – 1       | Spartak Nal'čik      |
| Zvezda Perm'           | 3 – 1       | Pamir Leninabad      |
| Volga Kalinin          | 4 – 1       | Chaika Zelenodolsk   |
| Trud Voronež           | 2 – 1       | Zvezda Kirovohrad    |
| Temp Barnaul           | 2 – 0       | Dünamo Tallinn       |
| Tavrija                | 2 – 0       | Avtomobilist Žytomyr |
| Sokol Saratov          | 5 – 0       | Selenga              |
| Lokomotyv Vinnycja     | 2 – 0       | Moldova Chișinău     |
| Karpaty                | 0 – 1 (dts) | Lokomotiv Čeljabinsk |
| Cement Novorossijsk    | 0 – 1 (dts) | Dinamo Kirovobad     |
| Terek Groznyj          | 1 – 0       | Spartak Homel'       |
| Rubin                  | 3 – 0       | Traktor Volgograd    |

### Quarto turno
Le partite furono disputate il 19 maggio, le ripetizioni il 20 maggio 1967.
| Squadra 1                | Risultato   | Squadra 2         |
| ------------------------ | ----------- | ----------------- |
| Volga Kalinin            | 0 – 1       | Torpedo Mosca     |
| Terek Groznyj            | 0 – 1       | Šachtar           |
| Temp Barnaul             | 0 – 1       | Qairat            |
| Rubin                    | 3 – 0       | Zenit Leningrado  |
| Lokomotyv Vinnycja       | 0 – 2       | Paxtakor          |
| Lokomotiv Mosca          | 4 – 0       | T'orp'edo Kutaisi |
| Lokomotiv Čeljabinsk     | 0 – 2       | Neftyanik Baku    |
| Kuzbass Kemerovo         | 2 – 1       | SKA Rostov        |
| Kryl'ja Sovetov Kujbyšev | 0 – 1 (dts) | Dinamo Tbilisi    |
| Dnepr Kremenčuk          | 0 – 2       | Dinamo Kiev       |
| Tavrija                  | 0 – 3       | CSKA Mosca        |
| Zvezda Perm'             | 3 – 1       | Ararat            |
| Zorja                    | 0 – 2       | Dinamo Minsk      |
| Sokol Saratov            | 1 – 0       | Spartak Mosca     |
| Dinamo Kirovobad         | 0 – 1       | Čornomorec'       |
| Trud Voronež             | 1 – 4       | Dinamo Mosca      |

### Ottavi di finale
Le gare furono disputate il 7 e l'8 agosto 1967.
| Squadra 1       | Risultato   | Squadra 2        |
| --------------- | ----------- | ---------------- |
| Torpedo Mosca   | 4 – 0       | Kuzbass Kemerovo |
| Paxtakor        | 1 – 0       | Dinamo Minsk     |
| Neftyanik Baku  | 2 – 1       | Dinamo Tbilisi   |
| CSKA Mosca      | 3 – 0       | Dinamo Kiev      |
| Šachtar         | 2 – 3 (dts) | Dinamo Mosca     |
| Lokomotiv Mosca | 3 – 0       | Zvezda Perm'     |
| Qairat          | 0 – 2       | Sokol Saratov    |
| Čornomorec'     | 3 – 1       | Rubin            |

### Quarti di finale
Le gare furono disputate il 18 e il 19 agosto 1967.
| Squadra 1      | Risultato   | Squadra 2       |
| -------------- | ----------- | --------------- |
| CSKA Mosca     | 2 – 1       | Lokomotiv Mosca |
| Sokol Saratov  | 3 – 1 (dts) | Čornomorec'     |
| Neftyanik Baku | 3 – 2       | Paxtakor        |
| Torpedo Mosca  | 0 – 1       | Dinamo Mosca    |

### Semifinali
Le gare furono disputate il 15 e il 16 settembre 1967.
| Squadra 1    | Risultato | Squadra 2      |
| ------------ | --------- | -------------- |
| CSKA Mosca   | 2 – 0     | Neftyanik Baku |
| Dinamo Mosca | 4 – 0     | Sokol Saratov  |

### Finale
| Mosca 8 novembre 1967, ore ?:?                                        | CSKA Mosca | 0 – 3 [http://www.klisf.info/numeric/index.app?cmd=match&lang=ru&id=465811445285548 referto] | Dinamo Mosca | Stadio Centrale Lenin (80000 spett.) |
| \| \| \| \| \| \| Marcatori \| 11’ Gusarov 43’ Všivcеv 76’ Aničkin \| |            |                                                                                              |              |                                      |
|                                                                       |            |                                                                                              |              |                                      |
|                                                                       | Marcatori  | 11’ Gusarov 43’ Všivcеv 76’ Aničkin                                                          |              |                                      |